# Sentimental Gentleman From Georgia
Clip vidéo
[vidéo] « The Boswell Sisters - Sentimental gentleman from Georgia - 1932 », sur YouTube
[vidéo] « Isham Jones et son orchestre - Sentimental Gentleman From Georgia - 1932 », sur YouTube
Sentimental Gentleman From Georgia (Le Gentleman Sentimental de Géorgie, en anglais) est une chanson d'amour standard de jazz américain de 1932, composé par Frank Perkins et écrit par Mitchell Parish. Il est enregistré avec succès en 1932 par les Boswell Sisters chez Brunswick Records, et repris entre autres avec succès par Isham Jones et son orchestre big band jazz & swing chez RCA Victor...

## Histoire
Ce tube à succès de l'ère du Jazz & swing des années 1920 et années 1930 d'entre-deux-guerres, inspiré du jazz Nouvelle-Orléans-dixieland (d'ou sont originaires les Boswell Sisters) fait référence au gentleman gentilhomme de l'Époque georgienne, distingué par sa bonne éducation, ses bonnes manières charmantes et séduisantes, et sa courtoisie envers les dames et tous ceux qu'il côtoie « Sentimental, Doux et gentil avec les dames tout le temps, L'homme le plus doux de Dixieland, Quand il s'agit d'aimer c'est un vrai professeur... ».